# Barrio Gran Jardín (Caleta Olivia)
El barrio Gran Jardín es un barrio caletense en el departamento Deseado, provincia de Santa Cruz, Argentina. Integra el municipio de Caleta Olivia. Por su distancia de 2,5 km del centro de la ciudad es uno de los barrios más lejanos del núcleo central de la ciudad. Es el séptimo barrio más poblado de Caleta Olivia.
La densidad del distrito es de 6 833,3 hab./km².

## Desarrollo del lugar
El barrio se encuentra en el sector 7 y alberga los siguientes sub-barrios:
- 120 viviendas
- 8 de Noviembre
- Cooperativas
- 36 viviendas
- 25 viviendas
- 10 viviendas

Sus principales arterias son: Avda. Las Flores, Lilas y Ombú. También limita con la autovía de circunvalación, futura carretera principal de Caleta Olivia.
Actualmente este barrio está descuidado por parte del Municipio, esto da resultado a constantes peleas entre bandos.
| Noroeste: Zona de Chacras | Norte: Humedal Caleta Olivia      | Noreste: Humedal Caleta Olivia |
| Oeste: Zona de Chacras    |                                   | Este: José Koltum              |
| Suroeste Centenario       | Sur: Centenario y Zona de Quintas | Sureste: Jardín                |

## Población
Contó con 2.050 habitantes (INDEC, 2010). El crecimiento de esta zona se debe a planes de vivienda a través del IDUV Santa Cruz. Durante sus primeros años de crecimiento fue la zona más alejada del núcleo central de la ciudad, fue un barrio planeado por la municipalidad con el fin de satisfacer el déficit habitacional que había en la época.

## Sub-barrio 8 de Noviembre
Este sub-barrio se encuentra dentro del Barrio Gran Jardín, es una serie de 46 domicilios particulares destinados al personal municipal de la ciudad, es también llamado SOEMCO, Barrio Municipal o Barrio de Los Vagos.
Su nombre se debe a que el 8 de Noviembre se conmemora el día del Empleado Municipal.

## Infraestructura comunitaria
- Asociación Vecinal

- Unión Vecinal Barrio Gran Jardín

Las Margaritas 2077
- Sistema Educativo

- Jardín de Infantes Nº 52 "Cumelen"

Tomillo 730
- Escuela Nº 76 "Kimehuen"

Las Margaritas 2145
- Instituciones Municipales

- Municipal Bo. Belgrano

Las Lilas 2355
- Biblioteca Sheg Ienu

Avda. Las Flores y Coirón
- Transporte

- Taxis El Chaltén

Las Lilas 2176
- Línea B

Paradas 18, 19, 20, 25 y 26